# Medeltida värmeperioden

Holocena temperaturvariationer

Diagrammet visar tolkningar av historiska temperaturdata. Från 1900-talet och framåt visar diagrammet en starkare utveckling än tidigare.

Den medeltida värmeperioden var en period på medeltiden mellan ungefär år 950 och 1250 då medeltemperaturen åtminstone i Europa, på Grönland, i Japan, i Kina, i Sibirien och på Nya Zeeland var högre än historiskt. Begreppet infördes 1965 av den brittiske klimatforskaren Hubert Horace Lamb (1913–1997), som uppskattade att temperaturen 1100–1200 e.Kr. varit 1–2 °C varmare än årsmedeltemperaturen 1931–1960. Lambs resultat gällde dock endast västra Europa. I den nyare forskningen är det omdiskuterat huruvida den medeltida värmeperioden var global och hur temperaturen var i förhållande till dagens.
Många studier har visat att temperaturen varierade i olika regioner och att skillnaden i global temperatur var mycket liten (och något kallare) jämfört med nu. Andra studier har istället visat att den medeltida värmperioden hade temperaturer som var högre än dagens. Kunskapen om en eventuell medeltida värmeperiod på södra halvklotet är fortfarande mycket bristfällig. Flera nyare studier antyder dock att en medeltida värmperiod även förekom på södra halvklotet.
Den medeltida värmeperioden följdes av Lilla istiden cirka 1350–1860 som var den kallaste klimatperioden sedan senaste istidens slut. I västra Nordamerika tycks den Lilla istiden först ha tagit slut omkring 1920.